# Pierre Alexandre Tremblay
Pour les articles homonymes, voir Tremblay.
Pierre Alexandre Tremblay est un compositeur de musique électroacoustique né le 13 mars 1975 à Montréal, QC, Canada. Il vit présentement à Huddersfield, UK.

## Enregistrements
- 2022 : Pierre Alexandre Tremblay plays Chilli and bonbon in Chililabombwe[1]
- 2021 : 4 Poèmes[2] chez Empreintes DIGITALes
- 2013  :La marée [3](empreintes DIGITALes, IMED 13123/124, 2013)
- 2011 : Quelques Reflets[4]
- la rage[5] (empreintes DIGITALes, IMED 0999, 2009)
- '2006 : Alter ego[6] (empreintes DIGITALes, IMED 0680, 2006)

## Liste des œuvres
- au Croisé, le silence, seul, tient lieu de parole (2000)
- autoportrait (2001)
- Binary (Virtual Rapper Remix) (1998)
- la cloche fêlée (2004)
- Fiez-vous sur moi (1995)
- fugue; qui sent le temps? (1997)
- La rage (2004-05), free jazz drummer, processing, and interfactive system
- Walk That Way. Tuesday, Turn. (2006), videomusic

## N&R
1. ↑  « Pierre Alexandre Tremblay plays Chilli and bonbon in Chililabombwe, by Pierre Alexandre Tremblay », sur Brice Catherin (consulté le 1er janvier 2024)
2. ↑  « Quatre poèmes, by Pierre Alexandre Tremblay », sur empreintes DIGITALes (consulté le 1er janvier 2024)
3. ↑  « La marée, by Pierre Alexandre Tremblay », sur empreintes DIGITALes (consulté le 1er janvier 2024)
4. ↑  « Quelques reflets, by Pierre Alexandre Tremblay », sur empreintes DIGITALes (consulté le 1er janvier 2024)
5. ↑  « La rage, by Pierre Alexandre Tremblay, Stefan Schneider », sur empreintes DIGITALes (consulté le 1er janvier 2024)
6. ↑  « Alter ego, by Pierre Alexandre Tremblay », sur empreintes DIGITALes (consulté le 1er janvier 2024)